# Spilosoma multivittata
Spilosoma multivittata là một loài bướm đêm thuộc phân họ Arctiinae, họ Erebidae.